# Taux annuel effectif global
 (septembre 2014).
En France, depuis 2016, le taux annuel effectif global (TAEG) est un indicateur économique normalisé, agrégeant une partie des frais attachés à l'octroi d'un crédit consenti à un particulier,. Il est calculé selon une directive publiée initialement en 1987 et reprise en 2014 par le Parlement européen.
Le TAEG possède deux fonctions : permettre la comparaison entre des crédits aux caractéristiques différentes, et à fixer un plafond au prix de ces prêts (l'usure).

## Histoire

### Dans l'Union européenne
Depuis le 23 avril 2008 (Directive 2008/48/CE), le TAEG est la référence en matière de crédits à la consommation consentis aux particuliers.
La Directive 2014/17/UE du 4 février 2014 impose le TAEG, en remplacement du TEG, comme indicateur légal des crédits immobiliers consentis aux particuliers.

### En France
La notion de « taux global » est apparue en 1966 avec le développement urbain et l'avènement de la société de consommation, entrainant la démocratisation du crédit immobilier puis du crédit à la consommation. Le taux débiteur d'un prêt rend seulement compte du coût des intérêts. Le but d'un indicateur économique du coût d'un prêt est de mieux cerner tous les coûts d’un crédit, lesquels sont de natures diverses. C'est ainsi que le Décret n°66-1010 du 28 décembre 1966 affirme le principe d’interdiction des prêts usuraires et impose le TEG comme limite protectrice des consommateurs contre des prix de prêts trop élevés.
L'initiative est d'abord saluée ; le bien-fondé économique et juridique du calcul mathématique est vite contesté. La jurisprudence française confirme les pratiques erronées des banques, en validant initialement la méthode dite "proportionnelle" pour  le calcul du TEG, par décret du 4 septembre 1985. Le parlement européen procède au travail d'harmonisation juridique nécessaire et impose la méthode actuarielle équivalente du TAEG comme seul taux global de référence dans plusieurs directives : Directive 87/102/CEE, Directive 90/88/CEE. La France en bloque longtemps l’intégration dans sa législation, ce taux étant favorable aux emprunteurs. Après un nouveau rapport accablant des instances européennes, la Directive 98/7/CE du 16 février 1998 conduit la France à appliquer la législation européenne, par étapes, d'abord pour les crédits à la consommation.
Avec le décret n°2002-928 du 10 juin 2002, le législateur français adopte le TAEG pour les crédits à la consommation. Il entre en vigueur le 1er juillet 2010.
Avec la Directive européenne 2014/17/UE du 4 février 2014, transposée par l'ordonnance n°2016-351 du 25 mars 2016, le TAEG est étendu aux crédits immobiliers consentis aux particuliers à compter du 1er octobre 2016. Le TAEG doit obligatoirement figurer dans les publicités, ainsi que dans les offres préalables de crédit.
Les crédits antérieurs demeurent régis par les règles juridiques antérieures. De nombreux contrats de prêts en cours d'exécution conservent l'ancien mode de calcul. Les deux méthodes coexistent, le temps de la disparition des anciens prêts,.

## Calcul du TAEG
Cet indicateur de coût global d'un prêt nécessite de recenser l'ensemble des coûts attachés à son octroi.
Certains coûts entrent toujours dans le périmètre du TAEG, notamment : les intérêts du prêt.
Certains coûts sont systématiquement écartés du TAEG, notamment les frais d'information des cautions ; ou les frais liés à l'acquisition d'un bien immobilier.
Les autres frais doivent répondre à trois conditions juridiques pour entrer dans le calcul du TAEG (selon l'article L. 314-1 du code de la consommation) :
- être supportés par l'emprunteur,
- être connus du prêteur ;
- être une condition pour obtenir le crédit, ou pour l'obtenir aux conditions proposées.

Ces conditions sont cumulatives. Un service ou un coût qui ne respecte pas ces trois conditions n'entrent pas dans le calcul du TAEG. C'est pourquoi tous les coûts d'un prêt ne font pas partie, ou pas totalement, de son TAEG.
Le prêteur fixe et formalise les conditions d'octroi du prêt. Il précise les coûts considérés pour établir le TAEG.

## Fonctions du TAEG

### Principes généraux
Le taux annuel effectif global est établi et calculé par l'établissement de crédit prêteur. La notion de taux effectif décrit un indicateur chiffré, qui comprend le taux nominal d'un crédit, augmenté des frais directement liés à l'obtention de ce crédit, sous réserve des conditions juridiques légales. En premier lieu, le taux effectif permet la comparaison de différents crédits entre eux.
C'est un taux actuariel, calculé selon la méthode d'équivalence (au contraire du taux effectif global, ou TEG, utilisé pour d'autres crédits, notamment aux professionnels, qui reste calculé selon la méthode proportionnelle, comme l'a rappelé la Cour de cassation le 27 novembre 2013).
Il s'agit donc d'un indicateur normalisé calculé de la même façon par tous les prêteurs afin de permettre au consommateur de faire des comparaisons entre les prêts proposés par différents établissements de crédit, directement ou par des IOBSP.

### Fonction de comparaison
Le TAEG est un indicateur du prix d'un crédit et permet de comparer leurs prix (coûts) respectifs, sur une base prédéfinie.

### Fonction de plafonnement
Comme tous les taux effectifs, le TAEG vise à plafonner le prix (coût) des crédits.
En effet, le TAEG d'un crédit ne peut dépasser le taux d'usure prévu pour la catégorie de crédits à laquelle celui-ci appartient.

### Mode de calcul détaillé du TAEG
La loi précise quelles natures de frais et sous quelles conditions ces frais doivent être intégrés au taux annuel effectif global. Les fondements juridiques ont changé au 1er octobre 2016, avec la transposition en droit national de la législation européenne, généralisant le taux annuel effectif global à tous les crédits aux consommateurs (Directive 2014/17 UE du 4 février 2014 sur les crédits immobiliers).
Entre 1966 et 2016, les frais composant le TAEG sont tous les coûts payés par l’emprunteur à l’occasion de l’octroi du crédit : « dans tous les cas, pour la détermination du taux effectif global du prêt, comme pour celle du taux effectif pris comme référence, sont ajoutés aux intérêts les frais, commissions ou rémunérations de toute nature, directs ou indirects, y compris ceux qui sont payés ou dus à des intermédiaires intervenus de quelque manière que ce soit dans l'octroi du prêt, même si ces frais, commissions ou rémunérations correspondent à des débours réels » (code de la consommation et Cour de cassation, Civ. 1re du 14 décembre 2004 n°02-19532, après Cour de cassation, du 30 janvier 1975, 74-90460 et Cour de cassation, Crim. du 12 novembre 1998, n°97-82954).
Depuis le 1er octobre 2016, l’article L. 314-1 du code de la consommation procure de nouveaux les fondements juridiques de ce calcul, avec les précisions procurées par les articles R. 314-1 à R. 314-10 de ce même code. Ces principes juridiques sont différents de ceux utilisés antérieurement, de 1966 à 2016.
Cette disposition indique : « dans tous les cas, pour la détermination du taux effectif global du prêt, comme pour celle du taux effectif pris comme référence, sont ajoutés aux intérêts les frais, les taxes, les commissions ou rémunérations de toute nature, directs ou indirects, supportés par l'emprunteur et connus du prêteur à la date d'émission de l'offre de crédit ou de l'avenant au contrat de crédit, ou dont le montant peut être déterminé à ces mêmes dates, et qui constituent une condition pour obtenir le crédit ou pour l'obtenir aux conditions annoncées. »
Trois conditions cumulatives ressortent de la loi pour qu’un coût soit nécessairement intégré au calcul du taux annuel effectif global d’un prêt. Le coût occasionné par le crédit doit, à la fois :
- Être acquitté par l’emprunteur,
- Être connu du prêteur à la date d’émission de l’offre de prêt, ou que son montant soit déterminé (ce qui revient à connaître ce coût),
- Correspondre à la contrepartie d’un service exigé par le prêteur soit comme condition d’octroi du prêt, soit comme condition pour obtenir les caractéristiques du prêt (taux nominal, durée, modalités de remboursement, sûretés demandées, par exemple).

Ainsi, tous les coûts liés à l'octroi ou à la distribution du crédit ne figurent pas dans le TAEG, comme c'était le cas avec la définition antérieure au 1er octobre 2016. Seulement ceux qui répondent aux trois conditions décrites ci-dessus.
Les exemples de frais dont la liste est donnée par l’article R. 314-4 du Code de la consommation s’incorporent au taux annuel effectif global seulement si ces trois conditions sont réunies : « sont compris dans le taux annuel effectif global du prêt, lorsqu'ils sont nécessaires pour obtenir le crédit ou pour l'obtenir aux conditions annoncées, notamment :
1° Les frais de dossier ;
2° Les frais payés ou dus à des intermédiaires intervenus de quelque manière que ce soit dans l'octroi du prêt, même si ces frais, commissions ou rémunérations correspondent à des débours réels ;
3° Les coûts d'assurance et de garanties obligatoires ;
4° Les frais d'ouverture et de tenue d'un compte donné, d'utilisation d'un moyen de paiement permettant d'effectuer à la fois des opérations et des prélèvements à partir de ce compte ainsi que les autres frais liés aux opérations de paiement ;''
5° Le coût de l'évaluation du bien immobilier, hors frais d'enregistrement liés au transfert de propriété du bien immobilier'. »
Ainsi, tous les frais payés par un emprunteur lors de l’obtention d’un crédit n’entrent pas dans le calcul du taux annuel effectif global. En particulier, les frais qui ne correspondent pas à une condition fixée par l’établissement de crédit comme condition d’octroi du prêt ne font pas partie du TAEG (Cour de cassation, Com. du 20 avril 2017, 15-24278 et Cour de cassation, Civ. 1re du 31 janvier 2018, 16-22945), puisque le TAEG a pour fonction de déterminer le coût global d'un crédit.